# Jimy Soudril
Jimy Soudril, né le 29 avril 1998 à Laval, est un sprinteur français.

## Carrière
Jimy Soudril remporte le 400 mètres des Championnats de France d'athlétisme en salle 2025 à Miramas. Il est ensuite médaillé de bronze de la même épreuve aux Championnats d'Europe d'athlétisme en salle 2025 à Apeldoorn.

## Palmarès
| Date | Compétition                    | Lieu      | Résultat | Épreuve | Temps   |
| ---- | ------------------------------ | --------- | -------- | ------- | ------- |
| 2025 | Championnats d'Europe en salle | Apeldoorn | 3e       | 400 m   | 45 s 59 |